# Адубман
Адубман или аколада, је у средњем веку била церемонија увођења у витештво.

## Адубман
Адубман је у почетку био чисто лаички чин, али убрзо бива прожет хришћанством. Општи је обичај да неко може бити произведен за витеза само од стране другог витеза. Кум приликом увођења у витештво био је отац, стриц или сизерен. Властеличић се најпре окупа и у капели замка (или у суседном манастиру) изврши „бдење под оружјем“. Мач се ставља на олтар и бива освећен. Држи се литургија. Затим властеличић одлази на спољне степенице замка где прима мач са каишем. Обувају му се „златне мамузе“, навлачи оклоп и кошуљу, прима шлем, штит и копље. Најзад долази ударац шаком или снажан ударац кога витезу задаје кум. Кум га удара дланом о потиљак. Витез потом узјахује коња не додирујући стремен.